# Беляй, Игорь Викторович
И́горь Ви́кторович Беля́й (бел. Игорь Викторович Беляй; род. 19 октября 1976, Могилёв, Белорусская ССР, СССР) — белорусский футболист, полузащитник. Также имеет российское гражданство.

## Карьера
Профессиональную карьеру начал в 1995 году в «Торпедо-Кадино». В 1998 году перешёл в «Рогачёв». В 2000 году подписал контракт с «Березиной». Через 2 года вернулся в «Торпедо-Кадино». С 2003 года по 2004 год был игроком «Нафтана». В 2004 году состоялось второе возвращение в могилёвский клуб. В следующем году уехал в Россию, где подписал контракт с «Сахалином» по протекции генерального директора клуба Алексея Ри. С 2006 по 2007 года играл за жлобинский «Коммунальник», после вернулся в российский клуб, где завершил карьеру футболиста в 2010 году.